# Paukenhöhle

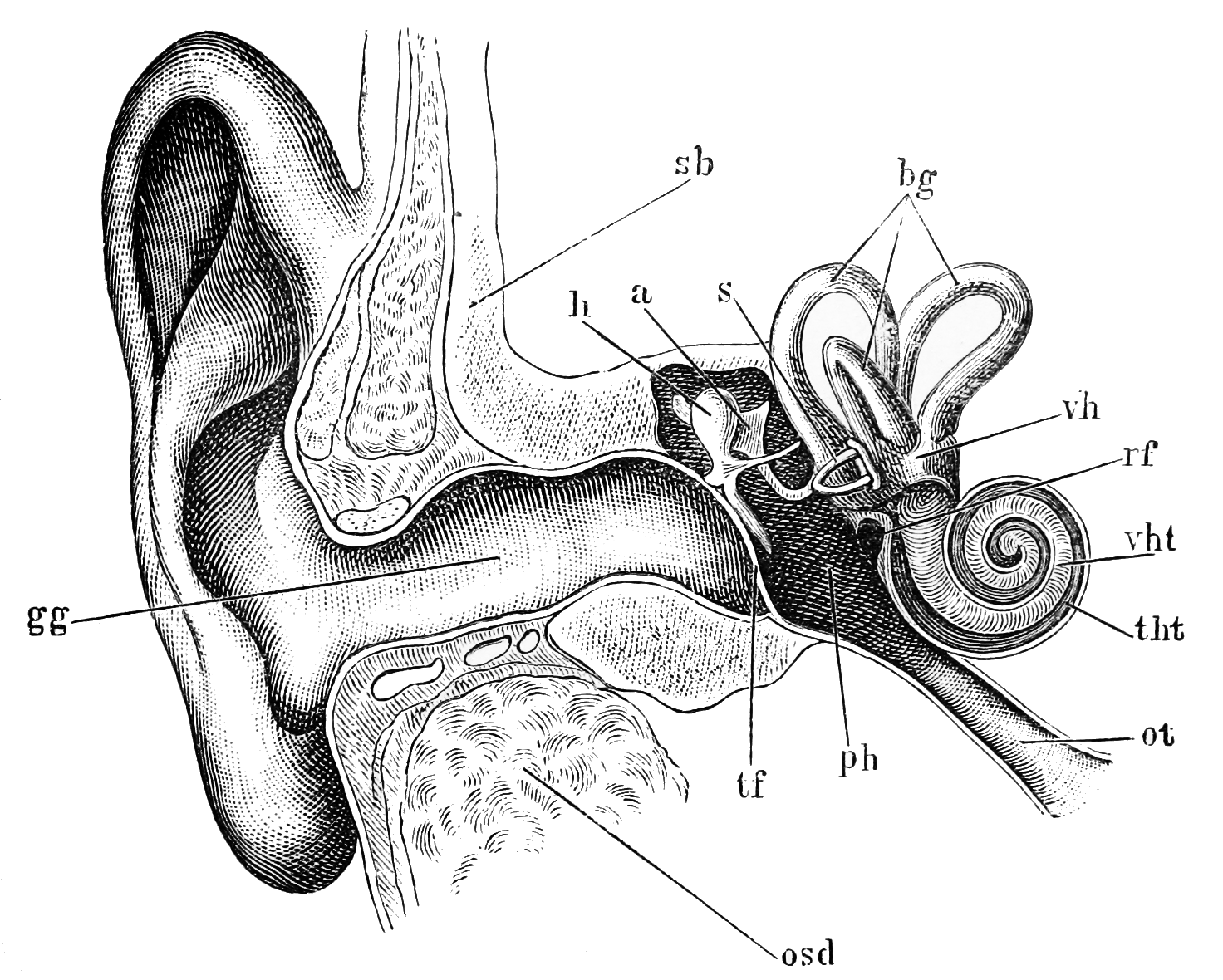
Lage der Paukenhöhle (mit ph bezeichnet)

Die Paukenhöhle (auch Tympanon, lateinisch Cavum tympani) ist beim Menschen ein von Schleimhaut ausgekleideter Hohlraum im Felsenbein, der zusammen mit der Ohrtrompete das Mittelohr bildet. In der Paukenhöhle befinden sich die der Schallübertragung dienenden Gehörknöchelchen. Sie beginnt direkt hinter dem Trommelfell und hat bauchseits (ventral) über die Tuba auditiva eine Verbindung zum Rachen sowie rückenseits (dorsal) eine Verbindung mit den Zellen des Pars mastoidea des Schläfenbeins (Mastoid).
Die Paukenhöhle des Menschen ist etwa 12–15 mm lang und 3–7 mm breit. Ihr Binnenvolumen ist gering und beträgt nur etwa 1 cm3. Sie besteht aus drei Abschnitten:
- Paukenkuppel (Epitympanon)
- Paukenmittelraum (Mesotympanon)
- Paukenkeller (Hypotympanon)

## Topografische Anatomie

### Epitympanon (Atticus/Attikus/Attikraum)
Das Epitympanon (weitere Namen sind Attikus, Atticus und Attikraum) ist der oberste Abschnitt der Paukenhöhle über dem oberen Trommelfellrand. Hier wird die Paukenhöhle nach oben durch eine dünne Knochenplatte von der mittleren Schädelgrube abgegrenzt, die man als Paukendach (Tegmen tympani) bezeichnet. Das Epitympanon enthält auch den Hammerkopf und den Ambosskörper sowie den Zugang zum Mastoid (Aditus ad antrum (mastoideum)) – siehe auch Abschnitt Pars mastoidea im Artikel Schläfenbein.
Die Gefäßversorgung des Epitympanon erfolgt über die Arteria tympanica superior aus der Arteria meningea media.

### Mesotympanon
Das Mesotympanon stellt den mittleren Abschnitt der Paukenhöhle. Seine anatomische Beziehung zu den benachbarten Strukturen beschreibt man, indem man seine Begrenzung zu vier Wänden idealisiert:

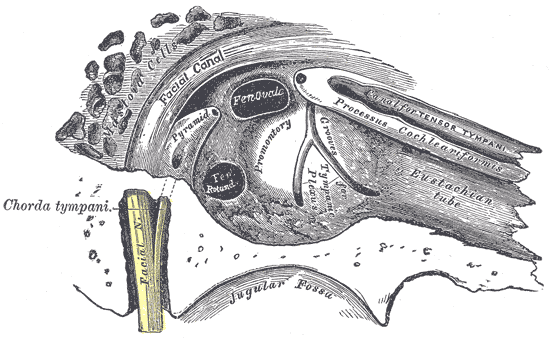
Zeichnung einer präparierten, rechten Paukenhöhle – Ansicht von rechts-außen
Gehörknöchelchen entfernt. Rechts der Abgang der Tube (im Bild Eustachian tube). In der Bildmitte dunkel dargestellt das runde und ovale Fenster. Links unten der Abzweig der Paukensaite (im Bild Chorda tympani) vom VII Hirnnerven (im Bild Facial N.). Die im Text beschriebene dünnwandige Abgrenzung der Paukenhöhle nach unten (im Bild jugular Fossa) ist gut zu erkennen. Von der Eminentia pyramidalis (im Bild Pyramit) entspringt der hier nicht dargestellte Musculus stapedius. Darunter die Apertura tympanica canaliculi chordae tympani (Austrittsöffnung der Paukensaite – der in der Paukenhöhle offenliegende Teil der Paukensaite ist herauspräpariert)

- Vordere Wand (Paries caroticus tympani): Hinter ihr verläuft die Arteria carotis interna. Im kaudalen Teil der Wand mündet die Tuba auditiva in die Paukenhöhle. Über der Tubeneinmündung (Ostium tympanicum tubae auditivae) liegt der Ursprung des Trommelfellspannmuskels (Musculus tensor tympani).
- Seitliche Wand (Paries membranaceus tympani): Sie wird fast ausschließlich durch das Trommelfell gebildet.
- Hintere Wand (Paries mastoideus tympani): Sie grenzt die Paukenhöhle zum Warzenfortsatz (Processus mastoideus) hin ab. Im superior-posterioren Bereich besteht eine Verbindung zu den pneumatischen Räumen des Mastoids (Aditus ad antrum). In Höhe des ovalen Fensters (Fenestra ovalis) kann man einen pyramidenförmigen Vorsprung ausmachen, die Eminentia pyramidalis, von der der Musculus stapedius seinen Ausgang nimmt.
- Mittlere Wand (Paries labyrinthicus tympani): Sie trennt die Schnecke (Cochlea) von der Paukenhöhle. Zwischen dem ovalen Fenster und dem runden Fenster liegt das sogenannte Promontorium. Diese kleine Vorwölbung wird durch die untere Schneckenwindung verursacht.

Die Gefäßversorgung für den Bereich der Tubenmündung erfolgt über die Arteria tympanica anterior aus der Arteria maxillaris und aus der Arteria tympanica posterior aus der Arteria stylomastoidea für die hinteren Abschnitte der Paukenhöhle. 

### Hypotympanon
Das Hypotympanon bildet den unteren Teil der Paukenhöhle. Die untere Wand (Paries jugularis tympani) des Hypotympanon grenzt die Paukenhöhle zur Vena jugularis interna hin ab. Der Knochen ist an dieser Stelle teilweise pneumatisiert und sehr dünn. Die pneumatisierten Knochenhohlräume werden als Paukenzellen (Cellulae tympanicae) bezeichnet und stehen mit den Cellulae mastoideae in Verbindung.
Die Arteria tympanica inferior aus der Arteria pharyngea ascendens versorgt das Hypotympanon.

## Paukenblase
Die Paukenblase (Bulla tympanica) ist eine vergrößerte untere Tasche der Paukenhöhle, die den Boden des Mittelohrs nach unten vorwölbt. Sie kommt meist bei in Wüstengebieten lebenden Säugetieren vor und begünstigt das Hören tiefer Töne. Durch die Größe des Luftraums verdichten die Schwingungen des Trommelfells diesen weniger und somit werden besonders tiefe Töne weniger gedämpft. Da tiefe Töne weit tragen, ist diese Anpassung durch das Hören über größere Entfernung für das Leben in offenem Gelände vorteilhaft.